# Copa iraniana de futbol
La Copa iraniana de futbol, oficialment Copa Hazfi (persa: جام حذفی, romanitzat: Jām-e Hazfi, és la màxima competició futbolística per eliminatòries per a clubs de l'Iran. Anteriorment fou coneguda com Copa Pahlavi (persa: جام پهلوی, romanitzat: Jām-e Pahlavi).

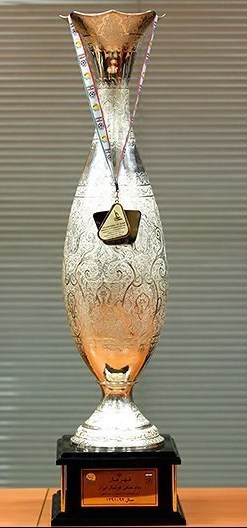
Trofeu de 2011 a 2015.

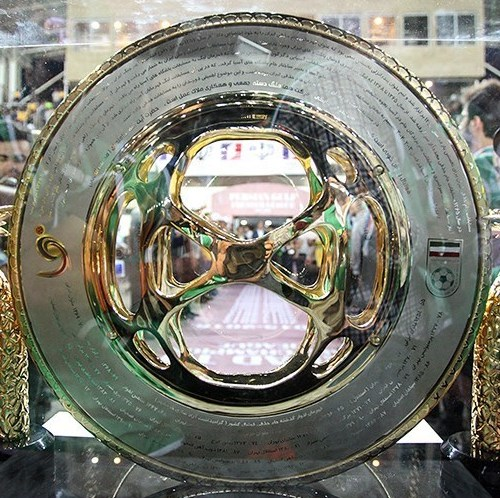
Trofeu des de 2016.

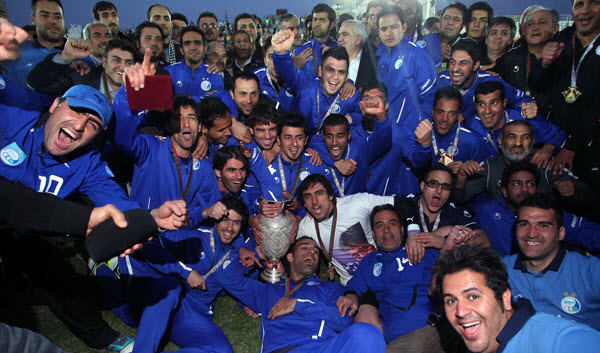
Esteghlal celebra la copa 2011-12.

La lliga de l'Iran no es celebrà durant els anys 1980, essent el vencedor de la copa el representant del país a la Copa asiàtica de futbol. Quan es reprengué la lliga, el campió de copa passà a disputar la Recopa asiàtica de futbol. Aquestes dues competicions es fusionaren la temporada 2002–03 per formar la Lliga de Campions de l'AFC i una de les places de la competició fou atorgada al campió de copa.

## Historial
Font:
| Temporada | Campió                                                        | Resultat                                                      | Finalista                                                     | Seu                                                           |                                                               |
| --------- | ------------------------------------------------------------- | ------------------------------------------------------------- | ------------------------------------------------------------- | ------------------------------------------------------------- | ------------------------------------------------------------- |
| 1976      | Malavan (1)                                                   | 4-1                                                           | Tractor                                                       | Estadi Amjadieh, Teheran                                      |                                                               |
| 1977-78   | Taj (1)                                                       | 2-0                                                           | Homa                                                          | Estadi Amjadieh, Teheran                                      |                                                               |
| 1979-1985 | No es disputà per la revolució iraniana i la guerra Iran-Iraq | No es disputà per la revolució iraniana i la guerra Iran-Iraq | No es disputà per la revolució iraniana i la guerra Iran-Iraq | No es disputà per la revolució iraniana i la guerra Iran-Iraq | No es disputà per la revolució iraniana i la guerra Iran-Iraq |
| 1986      | Malavan (2)                                                   | 2-0                                                           | Kheybar                                                       | Estadi Shahid Shiroudi, Teheran                               |                                                               |
| 1987      | Persepolis (1)                                                | 1-0                                                           | Malavan                                                       | Estadi Azadi, Teheran                                         |                                                               |
| 1987      | Persepolis (1)                                                | 0-0                                                           | Malavan                                                       | Estadi Azadi, Teheran                                         |                                                               |
| 1988-89   | Shahin Ahvaz (1)                                              | 1-3                                                           | Malavan                                                       | Estadi Takhti, Bandar-e Anzali                                |                                                               |
| 1988-89   | Shahin Ahvaz (1)                                              | 4-0                                                           | Malavan                                                       | Estadi Takhti, Ahvaz                                          |                                                               |
| 1989-90   | No es disputà                                                 | No es disputà                                                 | No es disputà                                                 | No es disputà                                                 | No es disputà                                                 |
| 1990-91   | Malavan (3)                                                   | 1-1 (prò.) (6-5 p)                                            | Esteghlal                                                     | Estadi Azadi, Teheran                                         |                                                               |
| 1991-92   | Persepolis (2)                                                | 2-1                                                           | Malavan                                                       | Estadi Azadi, Teheran                                         |                                                               |
| 1992-93   | No es disputà                                                 | No es disputà                                                 | No es disputà                                                 | No es disputà                                                 | No es disputà                                                 |
| 1993-94   | Saipa (1)                                                     | 0-0                                                           | Jonoob                                                        | Estadi Azadi, Teheran                                         |                                                               |
| 1993-94   | Saipa (1)                                                     | 1-1                                                           | Jonoob                                                        | Estadi Takhti, Ahvaz                                          |                                                               |
| 1994-95   | Bahman (1)                                                    | 0-1                                                           | Tractor                                                       | Estadi Takhti, Tabriz                                         |                                                               |
| 1994-95   | Bahman (1)                                                    | 2-0                                                           | Tractor                                                       | Estadi Ekbatan, Teheran                                       |                                                               |
| 1995-96   | Esteghlal (2)                                                 | 3-1                                                           | Bargh                                                         | Estadi Hafezieh, Shiraz                                       |                                                               |
| 1995-96   | Esteghlal (2)                                                 | 2-0                                                           | Bargh                                                         | Estadi Azadi, Teheran                                         |                                                               |
| 1996-97   | Bargh (1)                                                     | 3-3 (prò.) (3-0 p)                                            | Bahman                                                        | Estadi Azadi, Teheran                                         |                                                               |
| 1997-98   | No es disputà                                                 | No es disputà                                                 | No es disputà                                                 | No es disputà                                                 | No es disputà                                                 |
| 1998-99   | Persepolis (3)                                                | 2-1                                                           | Esteghlal                                                     | Estadi Azadi, Teheran                                         |                                                               |
| 1999-00   | Esteghlal (3)                                                 | 3-1                                                           | Bahman                                                        | Estadi Azadi, Teheran                                         |                                                               |
| 2000-01   | Fajr Sepasi (1)                                               | 1-0                                                           | Zob Ahan                                                      | Estadi Foolad Shahr, Fuladshahr                               |                                                               |
| 2000-01   | Fajr Sepasi (1)                                               | 2-1                                                           | Zob Ahan                                                      | Estadi Hafezieh, Shiraz                                       |                                                               |
| 2001-02   | Esteghlal (4)                                                 | 2-1                                                           | Fajr Sepasi                                                   | Estadi Hafezieh, Shiraz                                       |                                                               |
| 2001-02   | Esteghlal (4)                                                 | 2-2                                                           | Fajr Sepasi                                                   | Estadi Takhti, Teheran                                        |                                                               |
| 2002-03   | Zob Ahan (1)                                                  | 2-2                                                           | Fajr Sepasi                                                   | Estadi Foolad Shahr, Fuladshahr                               |                                                               |
| 2002-03   | Zob Ahan (1)                                                  | 2-2 (prò.) (6-5 p)                                            | Fajr Sepasi                                                   | Estadi Hafezieh, Shiraz                                       |                                                               |
| 2003-04   | Sepahan (1)                                                   | 3-2                                                           | Esteghlal                                                     | Estadi Naghsh-e-Jahan, Esfahan                                |                                                               |
| 2003-04   | Sepahan (1)                                                   | 2-0                                                           | Esteghlal                                                     | Estadi Azadi, Teheran                                         |                                                               |
| 2004-05   | Saba Battery (1)                                              | 1-1                                                           | Aboomoslem                                                    | Estadi Shahid Derakhshan, Robat Karim                         |                                                               |
| 2004-05   | Saba Battery (1)                                              | 1-1 (prò.) (4-2 p)                                            | Aboomoslem                                                    | Estadi Samen, Mashhad                                         |                                                               |
| 2005-06   | Sepahan (2)                                                   | 1-1                                                           | Persepolis                                                    | Estadi Azadi, Teheran                                         |                                                               |
| 2005-06   | Sepahan (2)                                                   | 1-1 (prò.) (4-2 p)                                            | Persepolis                                                    | Estadi Naghsh-e-Jahan, Esfahan                                |                                                               |
| 2006-07   | Sepahan (3)                                                   | 1-0                                                           | Saba Battery                                                  | Estadi Shahid Derakhshan, Robat Karim                         |                                                               |
| 2006-07   | Sepahan (3)                                                   | 3-0                                                           | Saba Battery                                                  | Estadi Naghsh-e-Jahan, Esfahan                                |                                                               |
| 2007-08   | Esteghlal (5)                                                 | 0-1                                                           | Pegah                                                         | Estadi Sardar Jangal, Rasht                                   |                                                               |
| 2007-08   | Esteghlal (5)                                                 | 3-0                                                           | Pegah                                                         | Estadi Azadi, Teheran                                         |                                                               |
| 2008-09   | Zob Ahan (2)                                                  | 0-1                                                           | Rah Ahan                                                      | Estadi Ekbatan, Teheran                                       |                                                               |
| 2008-09   | Zob Ahan (2)                                                  | 5-1                                                           | Rah Ahan                                                      | Estadi Foolad Shahr, Fuladshahr                               |                                                               |
| 2009-10   | Persepolis (4)                                                | 1-0                                                           | Gostaresh Foolad                                              | Estadi Yadegar-e Emam, Tabriz                                 |                                                               |
| 2009-10   | Persepolis (4)                                                | 3-1                                                           | Gostaresh Foolad                                              | Estadi Azadi, Teheran                                         |                                                               |
| 2010-11   | Persepolis (5)                                                | 4-2                                                           | Malavan                                                       | Estadi Azadi, Teheran                                         |                                                               |
| 2010-11   | Persepolis (5)                                                | 0-1                                                           | Malavan                                                       | Estadi Takhti, Bandar-e Anzali                                |                                                               |
| 2011-12   | Esteghlal (6)                                                 | 0-0 (prò.) (4-1 p)                                            | Shahin Bushehr                                                | Estadi Hafezieh, Shiraz                                       |                                                               |
| 2012-13   | Sepahan (4)                                                   | 2-2 (prò.) (4-2 p)                                            | Persepolis                                                    | Estadi Azadi, Teheran                                         |                                                               |
| 2013-14   | Tractor (1)                                                   | 1-0                                                           | Mes Kerman                                                    | Estadi Shahid Bahonar, Kerman                                 |                                                               |
| 2014-15   | Zob Ahan (3)                                                  | 3-1                                                           | Naft Tehran                                                   | Estadi Takhti, Teheran                                        |                                                               |
| 2015-16   | Zob Ahan (4)                                                  | 1-1 (prò.) (5-4 p)                                            | Esteghlal                                                     | Estadi Arvandan, Khorramshahr                                 |                                                               |
| 2016-17   | Naft Tehran (1)                                               | 1-0                                                           | Tractor                                                       | Estadi Arvandan, Khorramshahr                                 |                                                               |
| 2017-18   | Esteghlal (7)                                                 | 1-0                                                           | Khooneh be Khooneh                                            | Estadi Arvandan, Khorramshahr                                 |                                                               |
| 2018-19   | Persepolis (6)                                                | 1-0                                                           | Damash                                                        | Estadi Shohada-ye Foolad, Ahvaz                               |                                                               |
| 2019-20   | Tractor (2)                                                   | 3-2                                                           | Esteghlal                                                     | Estadi Imam Reza, Mashhad                                     |                                                               |
| 2020-21   | Foolad (1)                                                    | 0-0 (prò.) (4-2 p)                                            | Esteghlal                                                     | Estadi Naghsh-e Jahan, Esfahan                                |                                                               |
| 2021-22   | Nassaji (1)                                                   | 1-0                                                           | Aluminium Arak                                                | Estadi Azadi, Teheran                                         |                                                               |
| 2022-23   | Persepolis (7)                                                | 2-1                                                           | Esteghlal                                                     | Estadi Azadi, Teheran                                         |                                                               |
| 2023-24   | Sepahan (5)                                                   | 2-0                                                           | Mes Rafsanjan                                                 | Estadi Azadi, Teheran                                         |                                                               |
| 2024-25   | Esteghlal (8)                                                 | 1-0                                                           | Malavan                                                       | Estadi Imam Khomeini, Arak                                    |                                                               |

1. ↑  Taj canvià el seu nom a Esteghlal el 1979.